# Maksimilian Voloșin

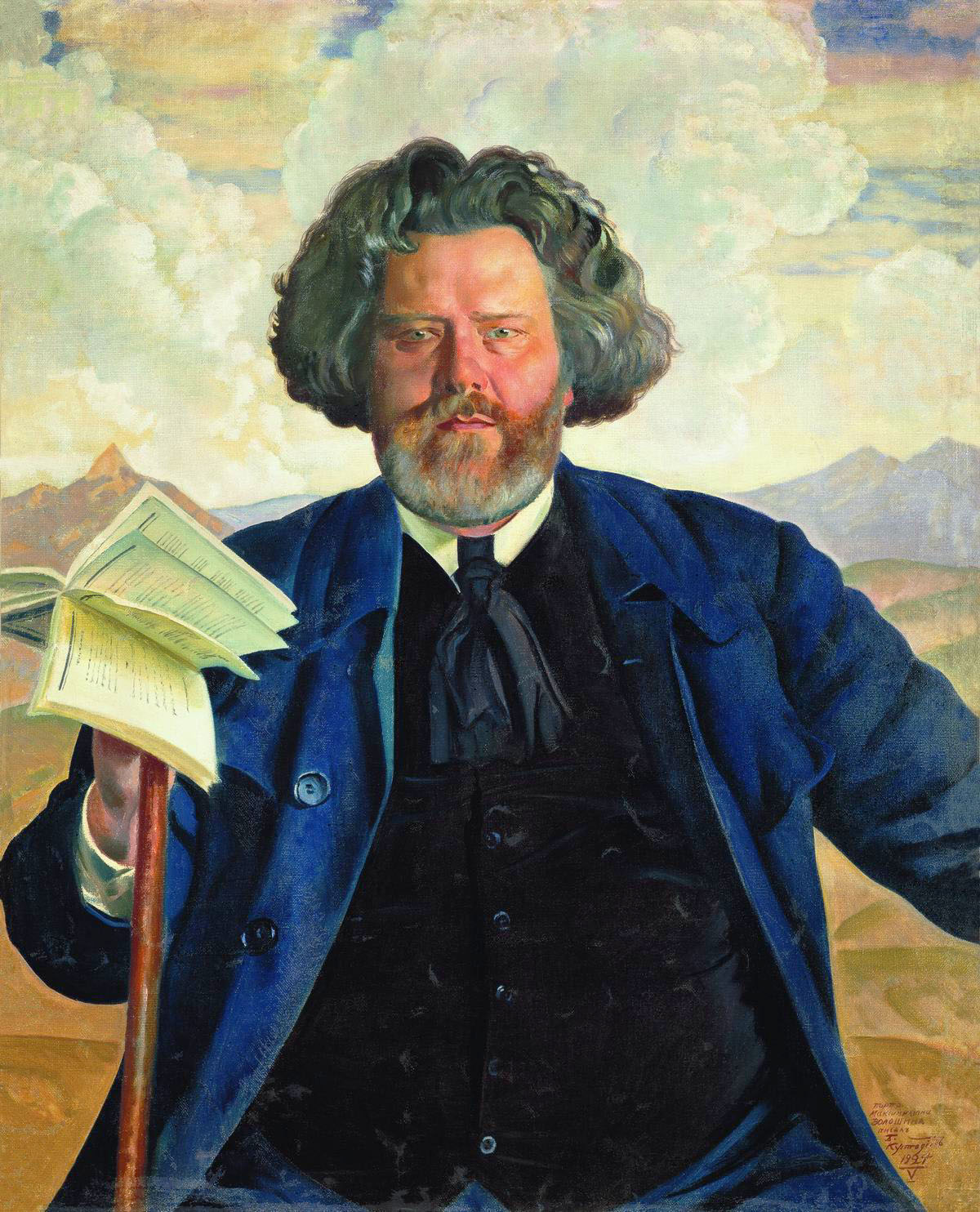
Maksimilian Voloşin protret de Boris Kustodiev (1924)

Maksimilian Aleksandrovici Kirienko-Voloșin (rusă: Максимилиан Александрович Кириенко-Волошин) (1877 - 1932) a fost un poet rus, unul din cei mai reprezentativi ai simbolismului rus.